# 毛利高謙
毛利 高謙（もうり たかあき）は、江戸時代後期の大名。豊後国佐伯藩の第12代（最後）の藩主。官位は従五位下・伊勢守。

## 略歴
第11代藩主・毛利高泰の長男として誕生した。幼名は岩之助。
安政元年（1855年）10月、13代将軍徳川家定に御目見する。同年12月、従五位下・伊勢守に叙任する。文久2年（1862年）12月9日、父が病を理由に隠居したため、その跡を継いだ。翌年から軍備の近代化、海防の強化などを行なった。高謙は外交に巧みな人物で、幕命を受けて江戸佃島などの守備を行なう一方、朝廷の孝明天皇に対しても特産の和紙を献上して気脈を通じていた。慶応4年（1868年）、鳥羽・伏見の戦いで幕府軍が敗れた後、新政府軍に恭順を誓った。
明治元年（1868年）10月2日、豊国神社再建のために瓦を献上する。明治2年（1869年）の版籍奉還により知藩事となり、明治4年（1871年）の廃藩置県により免官となる。明治9年（1876年）7月11日、37歳で死去した。法号は温良院。

## 系譜
父母
- 毛利高泰（父）

正室
- 美女子 - 細川立則の娘

養子
- 毛利高範 - 細川行真の次男